# 2020年夏季奧林匹克運動會水球比賽
2020年夏季奧林匹克運動會水球比賽，是因2019冠狀病毒病疫情而延期至2021年舉行的第32屆夏季奧林匹克運動會的其中一個比賽項目，於2021年7月24日至8月8日在江東區東京辰巳國際游泳場進行。比賽分為男子和女子兩個項目，其中男子項目12支隊伍參加，與上屆相同；女子項目10支隊伍參加，與上屆相比增加兩支隊伍。

## 参赛资格
每个国家和地区奥委会在每个项目上最多可派出1队共13名选手参赛。入选代表团名单的运动员必须符合奥林匹克宪章，并且符合参加国际泳联赛事的条件。

### 男子
| 資格來源                                                             | 出線資格 | 出線名額        | 获得资格队伍        | 備註 |
| -------------------------------------------------------------------- | -------- | --------------- | ------------------- | --- |
| 主辦國 · 2013年9月7日 · 阿根廷布宜諾斯艾利斯                         | 不適用   | 1個男子參賽名額 | 日本                | 如果主辦國無法派出合資格的運動員參賽，此名額將分配至亞洲區資格賽。                                                                           |
| 2019年世界男子水球聯賽 · 2019年6月18日至23日 · 塞爾維亞贝尔格莱德    | 冠军     | 1個男子參賽名額 | 塞爾維亞            | 如果主办国获得冠军，则亚军递补获得该名额。 如果获得该席位的国家/地区奥委会放弃席位，该席位将重新分配至世界资格赛。                           |
| 2019年世界游泳錦標賽 · 2019年7月12日至28日 · 光州廣域市              | 前2名    | 2個男子參賽名額 | 義大利 · 西班牙     | 如果获得前两名的队伍先前已通过其他途径获得资格，此名额将按名次递补。 如果获得该席位的国家/地区奥委会放弃席位，该席位将重新分配至世界资格赛。 |
| 2019年泛美運動會 · 2019年7月26日至8月11日 · 秘魯利馬                 | 冠军     | 1個男子參賽名額 | 美国                | 如果获得冠军的队伍先前已通过其他途径获得资格，此名额将按名次递补。 如果获得该席位的国家/地区奥委会放弃席位，该席位将重新分配至世界资格赛。   |
| 大洋洲区名额                                                         | 不適用   | 1個男子參賽名額 |                     | 如果获得该名额的队伍放弃席位，该席位将重新分配至世界资格赛。                                                                                 |
| 非洲区名额                                                           | 不適用   | 1個男子參賽名額 | 南非                | 如果获得该名额的队伍放弃席位，该席位将重新分配至世界资格赛。                                                                                 |
| 2020年欧洲水球锦标赛 · 2020年1月14日至26日 · 匈牙利布达佩斯          | 冠军     | 1個男子參賽名額 | 匈牙利              | 如果获得冠军的队伍先前已通过其他途径获得资格，此名额将按名次递补。 如果获得该席位的国家/地区奥委会放弃席位，该席位将重新分配至世界资格赛。   |
| 2018年亞洲運動會[a] · 2018年8月18日至9月2日 · 印度尼西亞雅加達、巨港 | 冠军     | 1個男子參賽名額 | [a]                 | 如果获得该名额的队伍放弃席位，该席位将重新分配至世界资格赛。                                                                                 |
| 世界资格赛[b] · 2021年2月14日至21日 · 荷蘭鹿特丹                     | 前3名    | 3個男子參賽名額 | · 蒙特內哥羅 · 希腊 | 如果获得席位的队伍放弃席位，空出的席位将会按名次递补。                                                                                       |
| 總數                                                                 |          |                 | 12                  | |

### 女子
| 資格來源                                                             | 出線資格 | 出線名額        | 获得资格队伍         | 備註 |
| -------------------------------------------------------------------- | -------- | --------------- | -------------------- | --- |
| 主辦國 · 2013年9月7日 · 阿根廷布宜諾斯艾利斯                         | 不適用   | 1個女子參賽名額 | 日本                 | 如果主辦國無法派出合資格的運動員參賽，此名額將分配至亞洲區資格賽。                                                                         |
| 2019年世界女子水球聯賽 · 2019年6月4日至9日 · 匈牙利布达佩斯          | 冠军     | 1個女子參賽名額 | 美国                 | 如果主办国获得冠军，则亚军递补获得该名额。 如果获得该席位的国家/地区奥委会放弃席位，该席位将重新分配至世界资格赛。                         |
| 2019年世界游泳錦標賽 · 2019年7月12日至28日 · 光州廣域市              | 冠军     | 1個女子參賽名額 | 西班牙               | 如果获得冠军的队伍先前已通过其他途径获得资格，此名额将按名次递补。 如果获得该席位的国家/地区奥委会放弃席位，该席位将重新分配至世界资格赛。 |
| 2019年泛美運動會 · 2019年7月26日至8月11日 · 秘魯利馬                 | 冠军     | 1個女子參賽名額 | 加拿大               | 如果获得冠军的队伍先前已通过其他途径获得资格，此名额将按名次递补。 如果获得该席位的国家/地区奥委会放弃席位，该席位将重新分配至世界资格赛。 |
| 大洋洲区名额                                                         | 不適用   | 1個女子參賽名額 |                      | 如果获得该名额的队伍放弃席位，该席位将重新分配至世界资格赛。                                                                               |
| 非洲区名额                                                           | 不適用   | 1個女子參賽名額 | 南非                 | 如果获得该名额的队伍放弃席位，该席位将重新分配至世界资格赛。                                                                               |
| 2020年欧洲水球锦标赛 · 2020年1月12日至25日 · 匈牙利布达佩斯          | 冠军     | 1個女子參賽名額 | 俄罗斯奥林匹克委员会 | 如果获得冠军的队伍先前已通过其他途径获得资格，此名额将按名次递补。 如果获得该席位的国家/地区奥委会放弃席位，该席位将重新分配至世界资格赛。 |
| 2018年亞洲運動會[a] · 2018年8月18日至9月2日 · 印度尼西亞雅加達、巨港 | 冠军     | 1個女子參賽名額 | 中國[a]              | 如果获得该名额的队伍放弃席位，该席位将重新分配至世界资格赛。                                                                               |
| 世界资格赛[c] · 2021年1月17日至24日 · 義大利的里雅斯特               | 前2名    | 2個女子參賽名額 | 匈牙利 · 荷蘭        | 如果获得席位的队伍放弃席位，空出的席位将会按名次递补。                                                                                     |
| 總數                                                                 |          |                 | 10                   | |

- a  亚洲区资格赛原定为2020年2月12日至16日在哈萨克斯坦努尔-苏丹举行的2020年亚洲水球锦标赛[2]，然而受2019冠状病毒病疫情影响，哈萨克斯坦方面因担心疫情扩散决定放弃举办该赛事。2020年2月中旬，亞洲游泳總會决定以2018年亚洲运动会水球比赛的结果作为该届奥运水球项目亚洲区名额的分配依据[3][4]，此调整后来得到了国际游泳联合会的批准。
- b  男子水球世界资格赛原定于2020年3月22日至29日在荷兰鹿特丹进行，然而受2019冠状病毒病疫情影响，国际泳联决定推迟将该赛事推迟至2021年2月14日至21日。[5]
- c  女子水球世界资格赛原定于2020年3月8日至15日在意大利的里雅斯特进行，然而受2019冠状病毒病疫情影响，国际泳联决定推迟将该赛事推迟至2021年1月17日至24日。[5]

## 赛程
以下是水球项目的赛程安排：
| G | 小组赛 | ¼ |  | ½ | 半决赛 | B | 铜牌赛 | F | 决赛 |

| 日期项目 | 2021年7月   | 2021年7月   | 2021年7月   | 2021年7月   | 2021年7月   | 2021年7月   | 2021年7月   | 2021年7月   | 2021年8月  | 2021年8月  | 2021年8月  | 2021年8月  | 2021年8月  | 2021年8月  | 2021年8月  | 2021年8月  | 2021年8月  | 2021年8月  |
| 日期项目 | 24日 （六） | 25日 （日） | 26日 （一） | 27日 （二） | 28日 （三） | 29日 （四） | 30日 （五） | 31日 （六） | 1日 （日） | 2日 （一） | 3日 （二） | 4日 （三） | 5日 （四） | 6日 （五） | 7日 （六） | 7日 （六） | 8日 （日） | 8日 （日） |
| -------- | ----------- | ----------- | ----------- | ----------- | ----------- | ----------- | ----------- | ----------- | ---------- | ---------- | ---------- | ---------- | ---------- | ---------- | ---------- | ---------- | ---------- | ---------- |
| 男子     |             | G           |             | G           |             | G           |             | G           |            | G          |            | ¼          |            | ½          |            |            | B          | F          |
| 女子     | G           |             | G           |             | G           |             | G           |             | G          |            | ¼          |            | ½          |            | B          | F          |            |            |

## 獎牌榜
| 排名                     | 国家 / 地区              | 金牌 | 銀牌 | 銅牌 | 总计 |
| ------------------------ | ------------------------ | ---- | ---- | ---- | ---- |
| 1                        | 塞尔维亚                 | 1    | 0    | 0    | 1    |
| 1                        | 美国                     | 1    | 0    | 0    | 1    |
| 3                        | 西班牙                   | 0    | 1    | 0    | 1    |
| 3                        | 希腊                     | 0    | 1    | 0    | 1    |
| 5                        | 匈牙利                   | 0    | 0    | 2    | 2    |
| 总计（共5个国家 / 地区） | 总计（共5个国家 / 地区） | 2    | 2    | 2    | 6    |

## 獎牌得主
| 項目          | 金牌 | 银牌 | 铜牌 |
| 男子 （詳細） | 塞尔维亚（SRB） · 米兰·阿列克西奇 · 尼古拉·戴多維奇 · 菲利普·菲利波维奇 · 尼古拉·亚克希奇 · 乔尔杰·拉齐奇 · 杜尚·曼迪奇 · 布拉尼斯拉夫·米特罗维奇 · 斯特凡·米特罗维奇 · 杜什科·皮耶特洛维奇 · 戈伊科·皮耶特洛维奇 · 安德里亚·普尔拉伊诺维奇 · 萨瓦·兰杰洛维奇 · 斯特拉希尼亚·拉绍维奇 | 希腊（GRE） · 斯泰利亞諾斯·阿爾吉羅波洛斯 · 吉爾吉奧斯·德爾維希斯 · 伊安尼斯·福托里斯 · 康斯坦丁諾斯·加蘭伊季斯 · 康斯坦丁諾斯·彥尼都尼阿斯 · 康斯坦丁諾斯·哥維齊斯 · Marios Kapotsis · Christodoulos Kolomvos · Konstantinos Mourikis · Alexandros Papanastasiou · Dimitrios Skoumpakis · Angelos Vlachopoulos · Emmanouil Zerdevas | 匈牙利（HUN） · 翁焦尔·达尼埃尔 · 埃尔代伊·鲍拉日 · 哈劳伊·鲍拉日 · 霍什年斯基·诺贝特 · 扬希克·西拉德 · 曼赫茨·克里斯蒂安 · 迈泽伊·陶马什 · 纳吉·维克托 · 帕斯托尔·马加什 · 瓦莫什·马顿 · 沃尔高·德奈什 · 沃格尔·索玛 · 佐兰基·盖尔格 |
| 女子 （詳細） | 美国（USA） · 瑞秋·法塔尔 · 阿里娅·费希尔 · 麦肯齐·费希尔 · 凯莉·吉尔克里斯特 · 斯特凡尼娅·哈拉拉比季斯 · 佩奇·豪席尔德 · 阿什莉·约翰逊 · 阿曼达·朗根 · 玛迪·马塞尔曼 · 杰米·纽舒尔 · 梅利莎·塞德曼 · 玛吉·斯蒂芬斯 · 艾丽斯·威廉斯                                                   | 西班牙（ESP） · 玛塔·巴赫 · 安娜·埃什帕尔 · 克拉拉·埃什帕尔 · 劳拉·伊斯特 · 茱蒂丝·福尔卡 · 玛丽亚·德尔卡门·加西亚 · 伊雷妮·冈萨雷斯 · 保拉·莱顿 · 比阿特丽斯·奥尔蒂斯 · 皮莉·培尼亚 · 埃莱娜·鲁伊斯 · 埃莱娜·桑切斯 · 罗莎·塔拉戈                                                                                                   | 匈牙利（HUN） · 甘格尔·埃迪瑙 · 高尔道·克里斯蒂娜 · 古里萨蒂·格蕾塔 · 真哲希·奥妮科 · 伊雷什·翁瑙 · 凯斯特海伊·丽陶 · 莱梅特·多劳 · 毛焦里·奥尔道 · 丽贝卡·帕克斯 · 瑞班斯卡·娜塔莎 · 西拉吉·多萝焦 · 叙奇·高布丽埃洛 · 瓦伊·万达     |